# Ahlen (Nadrenia Północna-Westfalia)
Ahlen – miasto w Niemczech, w kraju związkowym Nadrenia Północna-Westfalia, w rejencji Münster, w powiecie Warendorf. Liczy 53 414 mieszkańców (2010), miejsce narodzin architekta Fritza Heitmanna (1853).
W mieście ma swą siedzibę muzeum regionalne.

## Współpraca
Miejscowości partnerskie:
- Differdange, Luksemburg
- Kraljevo, Serbia
- Penzberg, Bawaria
- Teltow, Brandenburgia
- Tempelhof-Schöneberg, Berlin

## Gospodarka
W Ahlen rozwinął się przemysł metalowy (wyroby blaszane i emaliowane) oraz spożywczy. W mieście znajduje się koksownia oraz cementownia.

## Sport

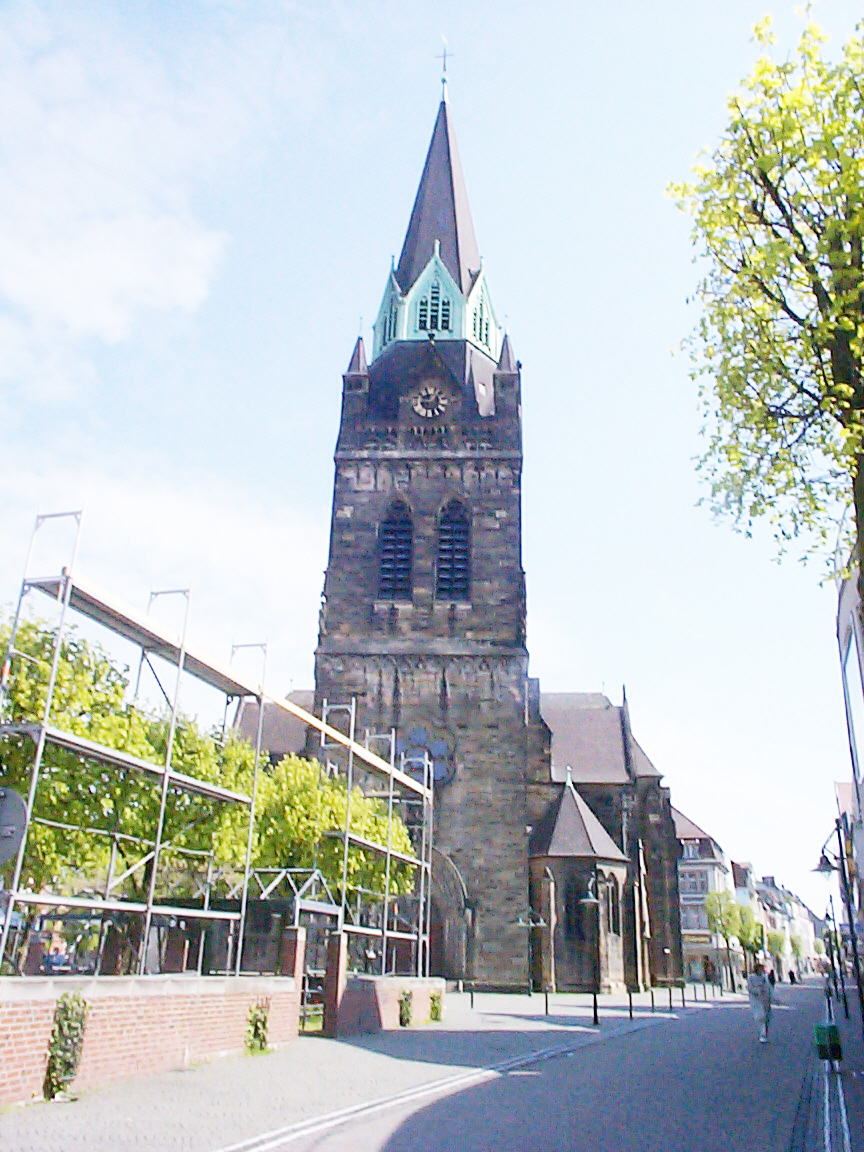
Kościół Mariacki (Marienkirche)

- Rot Weiss Ahlen - klub piłkarski